# كاميلا رولون
كاميلا رولون (بالإسبانية: Kamila Rolon) مواليد 5 يونيو 1994، هي لاعبة كرة يد باراغوايانية تلعب كجناح أيمن. مثلت منتخب باراغواي لكرة اليد للسيدات.

## سجل المنافسة
شاركت في البطولات التالية:
- بطولة العالم لكرة اليد للسيدات 2013